# Phaonia caeruleicolor
Phaonia caeruleicolor är en tvåvingeart som beskrevs av Stein 1910. Phaonia caeruleicolor ingår i släktet Phaonia och familjen husflugor.
Artens utbredningsområde är Sri Lanka. Inga underarter finns listade i Catalogue of Life.